# Carsten Arriens
Carsten Arriens, né le 11 avril 1969 à Francfort-sur-le-Main, est un joueur allemand de tennis professionnel devenu entraîneur puis capitaine de l'équipe d'Allemagne de Coupe Davis. Il a remporté un titre en simple durant sa carrière de joueur.

## Biographie
En tant que qualifié, Arriens remporte en octobre 1992 le Tournoi de Guaruja en battant en finale l'Espagnol Àlex Corretja (7-65, 6-3). Il a également remporté un tournoi Challenger à Kyoto en 1997.
En 1995, Arriens devient le premier joueur dans l'histoire des Internationaux de France à être disqualifié en cours de match. Il avait jeté sa raquette involontairement sur un juge de ligne, le blessant à la jambe. La précédente disqualification d'un joueur lors d'un tournoi du Grand Chelem est celle de John McEnroe à l'Open d'Australie 1990.
En 1996, il a perdu un match contre Greg Rusedski à Sydney en 29 minutes, record battu 17 ans plus tard.
Une fois sa carrière terminée, Arriens devient entraîneur fédéral allemand à partir de 2003. En 2012, il est nommé capitaine de l'équipe d'Allemagne de Coupe Davis après la démission en 2012 de Patrik Kühnen. En 2014, il annonce après la défaite de l'Allemagne contre la France en quart de finale qu'il écarte Philipp Kohlschreiber de la sélection allemande. Kohlschreiber avait notamment refusé de jouer un match de simple sans enjeu en huitième de finale contre l'Espagne. Sa mésentente avec Kohlschreiber l'amène à être remplacé à son poste par Michael Kohlmann, l'ancien vice-capitaine de l'équipe, en février 2015.

## Palmarès

### Titre en simple messieurs
| No | Date       | Nom et lieu du tournoi | Catégorie    | Dotation  | Surface    | Finaliste     | Score     |  |
| -- | ---------- | ---------------------- | ------------ | --------- | ---------- | ------------- | --------- |  |
| 1  | 26-10-1992 | Almanara Cup, Guarujá  | World Series | 130 000 $ | Dur (ext.) | Àlex Corretja | 7-65, 6-3 |  |

## Parcours dans les tournois duGrand Chelem

### En simple
| Année | Open d'Australie | Open d'Australie | Internationaux de France | Internationaux de France | Wimbledon | Wimbledon | US Open         | US Open    |
| ----- | ---------------- | ---------------- | ------------------------ | ------------------------ | --------- | --------- | --------------- | ---------- |
| 1993  | —                | —                | 2e tour (1/32)           | M. Washington            | —         | —         | 1er tour (1/64) | L. Bale    |
| 1994  | —                | —                | —                        | —                        | —         | —         | —               | —          |
| 1995  | —                | —                | 1er tour (1/64)          | B. Steven                | —         | —         | 2e tour (1/32)  | Bo. Becker |

N.B. : à droite du résultat se trouve le nom de l'ultime adversaire.

### En double
N'a jamais participé à un tableau final.